# Libipq

libipq는 iptables 사용자 공간 패킷 큐잉을 위한 개발 라이브러리로서 ip_queue와의 통신을 위한 API를 제공한다.
Libipq는 리눅스 커널-2.6.14 이후부터는 새로운 libnetfilter_queue에 사용되고 있지 않다.

## 많이 사용되는 소프트웨어 애플리케이션에서의 사용
libipq는 리눅스 커널 공간 iptables 패킷 필터에 대한 자신의 인터페이스를 통해 몇몇 많이 사용되는 애플리케이션에서 사용되어왔다.
- 스노트 - 스노트는 사용자 공간에서 실행되는 침입 탐지 시스템으로서 리눅스의 iptables 패킷 필터와의 인터페이스로 libipq를 사용한다.